# Namibië op de Olympische Zomerspelen 2008
Namibië nam deel aan de Olympische Zomerspelen 2008 in Peking, China.
Namibië debuteerde op de Zomerspelen in 1992 en deed in 2008 voor de vijfde keer mee. De enige medailles die Namibië behaalde op de Zomerspelen werden gewonnen door de atleet Frankie Fredericks; twee keer zilver in 1992 en twee keer zilver in 1996.

## Resultaten en deelnemers
De deelneemster in de schietsport nam deel op uitnodiging van de Olympische tripartitecommissie.

### Atletiek
| Olympiër         | Discipline      | Resultaat | Prestatie                            |
| ---------------- | --------------- | --------- | ------------------------------------ |
| Stephan Louw     | verspringen (m) | 13e       | kwalificatie groep A: 8ste met 7,93m |
|                  |                 |           |                                      |
| Agnes Samaria    | 800m (v)        | 26e       | serie 1: 5de in 2.02,18              |
| Agnes Samaria    | 1500m (v)       | 27e       | serie 2: 7de in 4.15,80              |
| Helalia Johannes | marathon (v)    | 40e       | 2:35.22                              |
| Beata Naigambo   | marathon (v)    | 28e       | 2:33.29                              |

### Boksen
| Olympiër         | Discipline | Resultaat | Prestatie                                           |
| ---------------- | ---------- | --------- | --------------------------------------------------- |
| Jafet Uutoni     | -49kg (m)  | 9e        | 1ste ronde: vrij 2de ronde: V van POL Maszczyk: 5-5 |
| Julius Indongo   | -60kg (m)  | 17e       | 1ste ronde: V van AUS Little: 2-14                  |
| Mujandjae Kasuto | -69kg (m)  | 17e       | 1ste ronde: V van RUS Balanov: 5-8                  |

### Schietsport
| Olympiër    | Discipline | Resultaat | Prestatie                                    |
| ----------- | ---------- | --------- | -------------------------------------------- |
| Gaby Ahrens | trap (v)   | 20e       | kwalificatie: 20ste met 52 punten (18-14-20) |

### Wielersport
| Olympiër       | Discipline       | Resultaat    | Prestatie    |
| Mountainbike   | Mountainbike     | Mountainbike | Mountainbike |
| -------------- | ---------------- | ------------ | ------------ |
| Mannie Heymans | mannen           | 45e          | op 3 ronden  |
| Weg            |                  |              |              |
| Eric Hoffman   | wegwedstrijd (m) | 21e          | 6:26.17      |

Afghanistan · Albanië · Algerije · Amerikaanse Maagdeneilanden · Amerikaans-Samoa · Andorra · Angola · Antigua en Barbuda · Argentinië · Armenië · Aruba · Australië · Azerbeidzjan · Bahama's · Bahrein · Bangladesh · Barbados · België · Belize · Benin · Bermuda · Bhutan · Bolivia · Bosnië en Herzegovina · Botswana · Brazilië · Britse Maagdeneilanden · Bulgarije · Burkina Faso · Burundi · Cambodja · Canada · Centraal-Afrikaanse Republiek · Chili · China · Chinees Taipei · Colombia · Comoren · Congo-Brazzaville · Congo-Kinshasa · Cookeilanden · Costa Rica · Cuba · Cyprus · Denemarken · Djibouti · Dominica · Dominicaanse Republiek · Duitsland · Ecuador · Egypte · El Salvador · Equatoriaal-Guinea · Eritrea · Estland · Ethiopië · Fiji · Filipijnen · Finland · Frankrijk · Gabon · Gambia · Georgië · Ghana · Grenada · Griekenland · Groot-Brittannië · Guam · Guatemala · Guinee · Guinee‑Bissau · Guyana · Haïti · Honduras · Hongarije · Hongkong · Ierland · IJsland · India · Indonesië · Irak · Iran · Israël · Italië · Ivoorkust · Jamaica · Japan · Jemen · Jordanië · Kaaimaneilanden · Kaapverdië · Kameroen · Kazachstan · Kenia · Kirgizië · Kiribati · Koeweit · Kroatië · Laos · Lesotho · Letland · Libanon · Liberia · Libië · Liechtenstein · Litouwen · Luxemburg · Macedonië · Madagaskar · Malawi · Malediven · Maleisië · Mali · Malta · Marshalleilanden · Marokko · Mauritanië · Mauritius · Mexico · Micronesië · Moldavië · Monaco · Mongolië · Montenegro · Mozambique · Myanmar · Namibië · Nauru · Nederland · Nederlandse Antillen · Nepal · Nicaragua · Nieuw-Zeeland · Niger · Nigeria · Noord-Korea · Noorwegen · Oeganda · Oekraïne · Oezbekistan · Oman · Oostenrijk · Oost‑Timor · Pakistan · Palau · Palestina · Panama · Papoea-Nieuw-Guinea · Paraguay · Peru · Polen · Portugal · Puerto Rico · Qatar · Roemenië · Rusland · Rwanda · Saint Kitts en Nevis · Saint Lucia · Saint Vincent en Grenadines · Salomonseilanden · Samoa · San Marino · Sao Tomé en Principe · Saoedi-Arabië · Senegal · Servië · Seychellen · Sierra Leone · Singapore · Slovenië · Slowakije · Soedan · Somalië · Spanje · Sri Lanka · Suriname · Swaziland · Syrië · Tadzjikistan · Tanzania · Thailand · Togo · Tonga · Trinidad en Tobago · Tsjaad · Tsjechië · Tunesië · Turkije · Turkmenistan · Tuvalu · Uruguay · Vanuatu · Venezuela · Verenigde Arabische Emiraten · Verenigde Staten · Vietnam · Wit-Rusland · Zambia · Zimbabwe · Zuid-Afrika · Zuid-Korea · Zweden · Zwitserland
Uitgesloten van deelname: Brunei